# Foreldreaksjonen mot samnorsk
Die Foreldreaksjonen mot samnorsk (Elternaktion gegen Samnorsk) in Norwegen wurde 1951 von Riksmålsforbundet organisiert, um die sprachliche Samnorsk-Politik des norwegischen Staates zu bekämpfen.
Das Ziel der Samnorsk-Politik war die Erschaffung einer gemeinsamen norwegischen Sprache (Samnorsk: „gemeinsames Norwegisch“) durch eine Mischung der zwei offiziellen Sprachen (Bokmål und Nynorsk). Dies wurde von großen Teilen der Gesellschaft als „Radikalisierung“ von Bokmål empfunden und abgelehnt.
Die Foreldreaksjonen mot samnorsk gab die Zeitung Frisprog („Freie Sprache“, herausgegeben von 1953 bis 1985) mit u. a. Margrethe Aamot Øverland und Sofie Helene Wigert als Redakteuren heraus.
In der gesellschaftlichen Diskussion in Norwegen in den 1950er Jahren spielte diese Aktion eine große Rolle und es wurden etwa 500.000 Unterschriften (bei einer Bevölkerung von insgesamt etwa drei Millionen) gegen Samnorsk gesammelt. Schulbücher in Bokmål mit Samnorsk-Formen wurden von Eltern organisiert in traditionelles Riksmål korrigiert.
Die Aktion war maßgeblich verantwortlich für das Scheitern der Samnorsk-Politik.